# روسهاوپتن
روسهاوپتن (به آلمانی: Roßhaupten) یک شهر در آلمان است که در استالگوی واقع شده‌است.